# X音素 (美国真人秀)
《X音素》（英語：The X Factor）是一檔旨在美國尋找歌唱人才的音樂選秀節目。本節目由原創人兼製作人西蒙·考威尔的製作公司製作，於2011年9月21日在福克斯電視網首播。
本節目是《X音素》全球系列的一部份。作為一檔音樂選秀節目，《美國版X音素》與《美國偶像》及其他同類型選秀節目有著明顯的不同。首先《美國版X音素》並不設置獨唱或團隊的限制，其次該節目也無年齡上限限制。評委將選手分為四部份：12歲-30歲男孩組、12歲-30歲女孩組、30歲以上個人組和團體組。其中團體組的部份選手有可能是評委會從落選的個人選手中組合而成。在直播賽階段，各組選手將從選歌、造型、舞美等方面得到該組導師（同時也兼任評委）的指導，選手不僅要和本組選手競爭，也要和其他組別選手競爭。
第一季冠軍將獲得價值500萬美元的唱片合約與百事可樂廣告的拍攝機會，該廣告將在NBC電視網第46屆超級碗的直播上首播。
第二季時雪莉·柯爾(2011)，寶拉·阿巴杜(2011)，妮可·舒辛格(2011)離開評判團，由美國年輕天后布蘭妮·斯皮爾斯及前迪士尼演員黛咪·洛瓦特代替。據說布蘭妮·斯皮爾斯的薪金高達天價15,000,000美元，是黛咪·洛瓦特750,000美元數倍。在黛咪·洛瓦特加入評判團後, 經常跟同是評判之一的西蒙·考威爾鬥舌, 使笑料更多,成為x音素的賣點之一。

## 節目歷史
雖然《美國偶像》在美國本土依舊取得成功，連續七季成為同檔期全美收視率的第一名。但是該節目的原版形態《流行偶像》卻在英國的遭遇失敗，經過第一季的成功之後，從第二季開始就出現收視下滑的趨勢。包括評委皮特·沃特曼在內的大多數人都認為第二季冠軍米歇爾·麥克馬拉斯不如第一季冠軍威爾·楊那麼成功。2004年，《流行偶像》被英國獨立電視台結束製作并同時宣佈將由《流行偶像》的評委西蒙·考威尔製作一檔全新才藝選秀節目——《X音素》。該節目並沒有讓“偶像”系列選秀節目的原創人西蒙·富勒參與製作。《X音素》在英國取得了極大的成功，平均收視率位居前幾位。在第六季播映的時候，更是創造了平均每週1,000萬人觀看的收視紀錄。英國人民幾乎忘記了《超級偶像》，而對《X音素》瘋狂追捧。而在美國，《美國偶像》依然是收視霸主，而《X音素》的影響力幾乎為零。
在2009年4月，根據相關報導，《美國偶像》評委西蒙·考威尔打算在第九季之後結束與《美國偶像》的合作，轉而將《X音素》引進到美國。因為根據他和《美國偶像》的合同，西蒙·考威尔是不被允許參與到《X音素》在美國的計劃中去的。9月，作為《美國偶像》的播出機構——福克斯廣播公司宣佈已經達成協議，將引進《X音素》。
2010年1月11日，根據福克斯新闻频道和《泰晤士報》的報導，新闻集团正式宣佈西蒙·考威尔將在第九季之後離開《美國偶像》，以便於他製作美國版的《X音素》。他告訴美國電視評論人協會（[未定义] 错误：{{Lang}}：无文本（帮助）），他離開《美國偶像》是為了更好地參與到《美國版X音素》的執行製作人和評委中來。此外，考威爾還與索尼音樂娛樂達成一項長期合作協議，作為回報索尼音樂娛樂在英國對的支持，索尼音樂娛樂將取得《美國版X音素》選拔出來藝人的唱片合約。
從2010年11月開始，福克斯廣播公司開始在本節目中插播“2011年秋季回歸美國”的廣告短片。.《紐約時報》評論道，這一系列的廣告試圖將“X音素”這個節目打造成電視傳媒的一個連環宣傳事件。在第45屆超級碗賽事直播上，福克斯廣播公司在宣傳片中推出了被節目的官方標誌，同時也推出了本節目的第一個廣告宣傳明星——西蒙·考威尔。第二支宣傳廣告也在當晚推出，該支廣告主演的明星包括：凱蒂·佩芮、贾斯汀·比伯、黑眼豆豆、亚瑟小子、女神卡卡、小野貓和瑪丹娜。該支廣告同時也開始炒作西蒙·考威尔將加盟《美國版X音素》的評委團。
《美國版X音素》於2011年9月21日在美加地區開始首映，次日開始在英國等少數國家播映。
2014年2月7日，據福斯宣告西蒙·高維爾回歸英國版擔任評審而使《美國版X音素》中斷，因此第四季迄今尚未舉辦。

## 賽季概況
| 賽季 | 開始          | 結束           | 冠軍          | 亞軍                 | 季軍          | 冠軍導師    | 主持人      | 贊助商                | 評委                                             | 嘉賓評委  |
| ---- | ------------- | -------------- | ------------- | -------------------- | ------------- | ----------- | ----------- | --------------------- | ------------------------------------------------ | --------- |
| 壹   | 2011年9月21日 | 2011年12月22日 | 梅拉尼·阿瑪羅 | 喬希·克拉伊奇克      | 克裡斯·勒內   | 西蒙·考威尔 | 史蒂夫·琼斯 | 百事 索尼 威訊 雪佛兰 | 西蒙·考威尔 寶拉·阿巴杜 L·A·瑞德 妮可·舒辛格     | 雪莉·柯爾 |
| 貳   | 2012年9月12日 | 2012年12月20日 | Tate Stevens  | Carly Rose Sonenclar | Fifth Harmony | L·A·瑞德    | 史蒂夫·琼斯 | 百事 索尼 威訊 雪佛兰 | 西蒙·考威尔 黛咪·洛瓦特 L·A·瑞德 布蘭妮·斯皮爾斯 | -         |

 代表男生組 

 代表女生組 

 代表30歲以上組 

 代表組合組 

 代表青少年組 

 代表青年組 

### 第一季
在第一季正式播映之前，節目組便已經在洛杉磯、邁阿密、紐瓦克、西雅圖、芝加哥和達拉斯舉行了海選。據報導，2011年3月27日，《美國版X音素》在洛杉磯的海選人數超過了美國以往同類型節目的海選記錄人數記錄。海選試鏡被安排了在2011年5月到6月之間，海選選手在評委和演播室觀眾之前進行表演。
最早的《美國版X音素》預告片在2011年7月12日美國職棒大聯盟全明星賽直播上播出。第二個宣傳片則於2011年9月11日在国家橄榄球联盟賽事直播上播出。該節目於2011年9月21日正式播映，首播的是洛杉磯和紐瓦克的海選實況。《美國版X音素》第一季季終大決選於2011年10月25日開始直播，直播時長長達2.5個小時。12月22日，梅拉尼·阿瑪羅被宣佈獲得冠軍。

### 第二季
2011年11月2日，《美國版X音素》節目組宣佈將展開本節目的第二季製作。第二季將於2012年秋季開始播出。

## 評委及主持
在節目宣傳片正式推出的時候，只有西蒙·考威尔是唯一確定的評委人員。他後來說，他在挑選其他評委人選的時候非常慎重，“如果選擇一個非音樂圈的人當人評委，這對節目是十分不必要的。 我會去找那些跟我一樣的人來擔任評委，我可是一個有20年從業經歷的唱片製作人。”有很多關於評委人選的猜測，例如：妮可·舒辛格、乔治·迈克尔、妮琪·米娜、蕾哈娜、凱蒂·佩芮、埃爾頓·約翰、瑪麗亞·凱莉和潔西卡·辛普森，但是西蒙·考威尔很快便否認了凱蒂·佩芮和埃爾頓·約翰會加入評委團。最後，格萊美獎最佳唱片製作、詞曲作者、唱片製作人L·A·瑞德，前任《英國版X音素》評委雪莉·柯爾和西蒙·考威尔在《美國偶像》里的搭檔及評委寶拉·阿巴杜確認為評委。
西蒙·考威尔曾經表示節目將會有兩個主持人。許多人猜測這兩個主持人的人選是《歌舞青春》中的柯賓·布魯和《英國版X音素》的主持人德莫特·奧利（德莫特·歐萊瑞）。還有一種傳聞表示女神卡卡將在節目中以非評委的角色出現。最初，妮可·舒辛格將和威爾士籍主持人斯蒂夫·瓊斯共同主持本節目。
據報導，雪莉·柯爾的名單於2011年5月26日從節目的演職員表中刪除了。媒體猜測節目組已經解雇了她，但是關於她的解雇理由眾說紛紜，有認為是她的英國口音會造成美國觀眾無法理解，有認為是她與寶拉·阿巴杜之間並沒有產生火花，還有認為是她思鄉心切而主動離開。福克斯廣播公司在6月6日確認了雪莉·柯爾的離職，同時也確定了將由妮可·舒辛格取代她的位置。因此斯蒂夫·瓊斯將成為本節目唯一的主持人。西蒙·考威尔在8月5日宣佈雪莉·柯爾的離職原因是她要返回到《英國版X音素》的工作中去，而在那裡他認為雪莉·柯爾會更加自在一些。他說如果雪莉·柯爾的離職原因真的是因為與寶拉·阿巴杜不合的話，那麼他也不會再繼續擔任評委工作了。

### 評委所指導的選手組
| 賽季 | 西蒙·考威尔                                                     | 寶拉·阿巴杜                                    | 妮可·舒辛格                                                     | L·A·瑞德                                                |
| ---- | --------------------------------------------------------------- | ---------------------------------------------- | --------------------------------------------------------------- | ------------------------------------------------------- |
| 壹   | 女生組 梅拉尼·阿瑪羅 蕾切爾·克勞 德魯 西蒙娜·貝特爾 提亞·特裡沃 | 組合組 琥珀少女 立體聲男孩 熱情少年組 啤酒男孩 | 30歲以上組 喬希·克拉伊奇克 勒羅伊·貝爾 斯泰西·弗朗西斯 德奎斯特 | 男生組 克裡斯·勒內 馬庫斯·卡提 阿斯特罗 菲利普·洛馬克斯 |

備註：
 表示冠軍所在組別。冠軍名字加粗表示。

## 賽程和獎勵
《美國版X音素》旨在選拔優秀的歌唱人才，但是選手的外貌、個性、舞臺表現力和舞蹈都是重要的考核標準。所有通過海選的選手將被分為：12歲至30歲女生組、12歲至30歲男生組、30歲以上組和團隊組。團隊組中的部份團隊可能是由其他組別淘汰下來的選手由節目製作方重新組合而成的。每個評委將負責其中一組。在直播賽階段，評委將作為所分配組別的導師，決定該組別內所有選手所演唱的歌曲、化妝和舞蹈等。同時他們還要評判本組及別組的參賽選手。
《美國版X音素》的晉級將分為五個關卡：
1. 節目組甄選：將由節目組甄選哪些選手能進入正式的海選環節並在評委和現場觀眾面前表演。
2. 評委海選：通過甄選的海選選手將在評委和現場觀眾面前表演，由四位評委投票，獲得多數贊同的選手方可以晉級。
3. 訓練營：通過海選的選手將在訓練營內被分組，進行分組演唱和個人演唱，再由評委決定各組的晉級選手。部份被個人賽淘汰的選手將有機會被評委組成團隊進入團隊賽。
4. 評委之家：每個評委將負責指導一個具體的組別并擔任該組導師。在評委之家環節里，將由該組的評委決定誰能晉級直播賽。
5. 直播賽：評委不僅要負責自己組選手的選歌、造型和舞美，同時還有負責評判包括自己所指導的隊在內的全部選手。

### 海選
節目海選對所有年齡超過12周歲的個人或團隊選手開放，并不設置年齡上限。在海選環節中，如果有三名以上評委通過，選手就能晉級下一環節。

### 訓練營
在“訓練營”環節，選手將展開一系列的演唱，最終淘汰至符合需要的數目。他們將被分配到四個組別內，每個組別將有8名選手（或團隊）。同時在這個環節里，將決定評委會擔任哪個組的導師。

### 評委之家
在“評委之家”環節中，評委兼導師將邀請一位全球知名的音樂人一同參與甄選工作，將淘汰到每組四名選手晉級直播賽環節。

### 直播賽

#### 16強階段
在第一周的決賽16強階段不會開放觀眾投票，將由評委決定自己指導的那一組里淘汰一位選手。由於在第一季的“評委之家”中，西蒙·考威尔覺得淘汰梅拉尼·阿瑪羅是錯誤的選擇，因此特別邀請她重新回來參加比賽。因此第一季的16強階段總共有17名選手，同時西蒙·考威尔也必須在本環節內淘汰兩名自己組內的選手。

#### 12強階段
決賽將分為兩個階段，包括“直播賽”和次日的“結果秀”。在12強階段，將由觀眾投票決定選手的晉級和待定。票數最少的兩名（或三名）選手將進入待定，最後由評委投票決定一位選手晉級，而剩下的一名（或兩名）選手則被淘汰。如果評委票數還是相同無法決定淘汰的話，將直接根據觀眾票數淘汰得票最少的選手。在“結果秀”上，將會有明星嘉賓參與表演。

### 賽後
比賽冠軍將同和索尼音樂娛樂簽約，并獲得500萬美元現金的合同簽約金。在2011年2月7日發出的一份新聞稿中聲稱“這是電視史上最大的一筆獎勵”。跟《英國版X音素》不同的是，《英國版X音素》冠軍的100萬英鎊獎金將絕大部份用於冠軍唱片的錄製和市場營銷費用，而《美國版X音素》冠軍的500萬獎金將全部歸冠軍所有，但是將分成五次按年分期付款。西蒙·考威尔在2011年2月7日的新聞發佈會上對記者說：“這500萬美元的獎勵足以改變一個人的生活。並且這500萬美元的獎金並不是‘號稱’，而是實實在在的。冠軍單曲的錄製、宣傳費用以及拍攝音樂錄影帶的費用都不會包含在筆獎金里。我們將在未來5年內，每年支付給冠軍100萬獎金。”
在同一個發佈會上，西蒙·考威尔說冠軍具體和索尼音樂娛樂旗下哪個唱片公司簽訂合約，將視冠軍的曲風而定。節目組將保證給冠軍在新唱片公司獲得最好的支持。

## 節目收視率
以下是《美國版X音素》在福克斯電視臺首播時的收視率。美國的播出季一般是從9月中下旬持續到來年的5月，因此本播出季的總排名尚未統計完成。
| 赛季   | 开始播映      | 开始播映                | 结束播映       | 结束播映                | 所属播出季 | 播出时间          | 播出季 排名 |
| 赛季   | 日期          | 收视人数 （单位：百万） | 日期           | 收视人数 （单位：百万） | 所属播出季 | 播出时间          | 播出季 排名 |
| ------ | ------------- | ----------------------- | -------------- | ----------------------- | ---------- | ----------------- | ----------- |
| 第一季 | 2011年9月21日 | 12.49                   | 2011年11月22日 | 12.59                   | 2011年度   | 週三晚八點 直播賽 | 待定        |
| 第一季 | 2011年9月21日 | 12.49                   | 2011年11月22日 | 12.59                   | 2011年度   | 週四晚八點 結果秀 | 待定        |
| 第二季 | 待定          | 待定                    | 待定           | 待定                    | 2012年度   | 週三晚八點 直播賽 | 待定        |
| 第二季 | 待定          | 待定                    | 待定           | 待定                    | 2012年度   | 週四晚八點 結果秀 | 待定        |

## 其他國家播出情況
下列列舉的是《美國版X音素》在該國的播出時間。其中部份國家可能有自己版本的《X音素》節目，這裡並非列舉這些節目的時間。
| 國家             | 頻道               | 播出開始時間            | 播出日期                | 備註                                                  |
| ---------------- | ------------------ | ----------------------- | ----------------------- | ----------------------------------------------------- |
| 加拿大           | CTV電視網 電視二台 | 與福克斯電視臺同步      | 與福克斯電視臺同步      | 具體在哪個頻道播出將視該頻道的節目安排而定            |
| 新西蘭           | 新西蘭電視三台     | 較福克斯電視臺晚6.5小時 | 較福克斯電視臺晚6.5小時 |                                                       |
| 英國             | 英國獨立電視二台   |                         |                         | 該台與《英國版X音素》播出單位英國獨立電視台是姊妹頻道 |
| 特立尼达和多巴哥 |                    |                         |                         |                                                       |
| 中東             |                    | 2011年9月24日           |                         |                                                       |
| 日本             |                    | 2011年10月1日           |                         |                                                       |
| 印度尼西亞       |                    | 與福克斯電視臺同周      | 每周四 每周五           |                                                       |
| 斯洛伐克         |                    | 2011年9月23日           |                         |                                                       |
| 塞浦路斯         |                    | 2011年9月30日           |                         |                                                       |
| 丹麥             |                    | 2011年10月1日           |                         |                                                       |
| 拉丁美洲         |                    | 2011年10月12日          |                         |                                                       |
| 希臘             |                    | 2011年10月1日           |                         |                                                       |
| 馬來西亞         |                    | 2011年9月23日           |                         |                                                       |
| 印度             |                    | 2011年9月22日           | 每週六 每週日           |                                                       |
| 新加坡           |                    | 與福克斯電視臺同步      | 與福克斯電視臺同步      |                                                       |
| 菲律賓           | （總決賽）         | 2011年9月22日           |                         |                                                       |
| 以色列           |                    | 2011年9月23日           |                         |                                                       |
| 愛沙尼亞         |                    | 2011年10月9日           | 每週日                  |                                                       |
| 芬蘭             |                    | 2011年10月14日          | 每週四 每週五           |                                                       |
| 波蘭             |                    | 2011年10月11日          | 每週二                  |                                                       |
| 愛爾蘭           | TV                 | 2011年9月30日           | 每週五                  |                                                       |
| 南非             |                    |                         |                         |                                                       |
| 保加利亞         |                    | 2011年11月1日           | 每週六 每週日           |                                                       |

## 媒體贊助
2011年1月7日，福克斯廣播公司、和弗裡曼特爾傳媒（北美）公司共同宣佈百事可樂為第一季《美國版X音素》官方贊助商。贊助計劃還包括一個廣泛的多平臺無線營銷合作關係。6月9日，雪佛蘭被宣佈成為該節目的第二個官方贊助商。贊助計劃中同樣包括一個廣泛的多平臺無線營銷合作關係。索尼是第三個被確認的官方贊助商，合作計劃同樣包括無線營銷內容。威訊則是本節目在移動通訊方面的官方合作夥伴。

## 外部連結
- 官方网站
- The X Factor on Hulu
- The X Factor的Facebook專頁
- X音素的X（前Twitter）
- YouTube上的The X Factor頻道
- X音素 (美国真人秀)的MySpace主頁
- 互联网电影数据库（IMDb）上《The X Factor USA》的资料（英文）